# Char de Dépannage DNG/DCL
Der Char de Dépannage DNG/DCL (Dépanneur Nouvelle Génération / Dépanneur Char Leclerc) ist ein Bergepanzer der französischen Armee aus französischer Produktion. Das Fahrzeug basiert auf dem Fahrgestell des Kampfpanzers Leclerc.
Das Fahrzeug wird von GIAT produziert. Eingesetzt wird es von Frankreich (ca. 30 Einheiten) und von den Vereinigten Arabischen Emiraten (46 Einheiten).

## Technische Daten
Die Bergungstechnik des Char de Dépannage DNG/DCL basiert hauptsächlich auf der des deutschen Bergepanzers Büffel. Im Folgenden eine tabellarische Übersicht:
| Hauptwinde Zugkraft                                            | Spillwinde 350 kN (35 Tonnen), 1050 kN (105 Tonnen) mittels einer zweiten Umlenkrolle |
| Seillängen                                                     | 160 m mit 33 mm Durchmesser                                                           |
| Hilfswinde Zugkraft                                            | 15 kN (Seillänge der Hilfswinde: 280 m)                                               |
| Krananlage Hubkraft                                            | 300 kN (30 t)                                                                         |
| maximaler Schwenkbereich der Krananlage                        | 270°                                                                                  |
| maximale Höhe bei ausgefahrenen Kranausleger (unter dem Haken) | 7,7 m                                                                                 |
| Hilfsmotor                                                     | auswechselbares Diesel-Stromerzeugeraggregat                                          |